# 理論
理論（英語：theory），又稱學說或學說理論，指人類對自然、社會現象，按照已有的實證知識、經驗、事實、法則、認知以及經過驗證的假說，經由一般化與演繹推理等等的方法，進行合乎邏輯的推論性總結。
接近科学的学说是科学的，反之则是违背科学的或者说伪科学；任何自然科学的产生，源自对自然现象观察。
人類藉由觀察實際存在的現象或邏輯推論，而得到某種學說。任何學說在未經社會實踐或科學試驗證明以前，只能屬於假說。如果假說能藉由大量可重現的觀察與實驗而驗證，並為眾多科學家認定，這項假說就可被稱為科学理論。

## 著名理论
- 心理學：古典制約、操作制約;
- 哲学：思辨理性（英语：Speculative reason）；
- 数学：集合论、混沌理论、图论、奧卡姆剃刀、計算理論、数论和概率论；
- 统计学：极值理论；
- 物理学：牛顿力学、相对论、量子力学、标准模型、弦理论、超弦理论、大统一理论、M理论、声学理论（英语：Acoustic theory）、天线理论、万物理论、卡鲁扎-克莱恩理论 、重力論；
- 行星科学与地球科学；
- 气象学：全球暖化理论；
- 地理学：大陆漂移学说、板块构造学说；
- 生物学：自然選擇理論、演化論、內共生學說、中性理論；
- 计算机科学：算法信息论、计算机理论；
- 经济学:微观经济、宏观经济、博弈论、理性选择理论；
- 管理學：X理論、Y理論、Z理論;
- 性科学：樓梯理论[可疑]；
- 社会学：批判社会理论、价值论；
- 人类学：批判理论；
- 国际关系学：霸权稳定论、民主和平论、世界体系理论；
- 文学：文学理论；
- 音乐：乐理；
- 其他理论：燃素说、限制理論、123理論。